# Перхурово (Минская область)
Перху́рово (бел. Пярху́рава) — деревня в составе Демидовичского сельсовета Дзержинского района Минской области Беларуси. Деревня расположена в 24 километрах от Дзержинска, 17 километрах от Минска и 22 километрах от железнодорожной станции Фаниполь.

## История
Известна со 2-й половины XVIII века, как деревня в Минском повете Минском воеводстве Великого княжества Литовского. После второго раздела Речи Посполитой, в 1793 году — в составе Российской империи. В 1800 году в деревне насчитывается 26 дворов, 153 жителя, шляхетская собственность в Минском уезде. В середине XIX века принадлежала помещику И. Володковичу в составе имения Старое Село. Во 2-й половине XIX века — начале XX века деревня в составе Старосельской волости Минской губернии. В 1897 году, по данным переписи населения в Перхурове насчитывалось 13 дворов, проживали 126 жителей. В 1908 году в застенки Перхурово-1 (12 дворов, 89 жителей), Перхурово-2 (13 дворов, 92 жителя). В 1917 году в Перхурове-1 насчитывается 27 дворов, проживали 116 жителей, в Перхурово-2 — 9 дворов, 67 жителей.
С 20 августа 1924 года деревня в составе 2-го Нарейковского сельсовета (с 18 декабря 1925 года назывался Нарейковским) Койдановского района Минского округа, с 23 марта 1932 года в составе Сталинского сельсовета (до 14 мая 1936 года — польском национальном с/с), с 29 июня 1932 года Койдановский район стал именоваться Дзержинским. 31 июля 1937 года Дзержинский польский национальный район был упразднён, территория сельсовета передана в состав Заславского района. С 20 февраля 1938 года деревня в составе Минской области, с 4 февраля 1939 года в составе восстановленного Дзержинского района. В годы коллективизации был организован колхоз.
В годы Великой Отечественной войны была оккупирована немецко-фашистскими захватчиками, с 28 июня 1941 по 6 июля 1944 года, на фронтах войны погибли 8 жителей деревни. С 8 апреля 1957 года находится в составе Демидовичского сельсовета. В 1960 году в деревне Перхурово проживали 128 жителей, входила в состав колхоза им. Фрунзе. В 1991 году насчитывается 9 хозяйств, 25 жителей. По состоянию на 2009 год в составе УП «Фрунзе», насчитывается 5 хозяйств, 8 жителей.

## Население
| Численность населения (по годам) | Численность населения (по годам) | Численность населения (по годам) | Численность населения (по годам) | Численность населения (по годам) | Численность населения (по годам) | Численность населения (по годам) | Численность населения (по годам) |
| 1800                             | 1897                             | 1909                             | 1917                             | 1960                             | 1991                             | 1999                             | 2004                             |
| -------------------------------- | -------------------------------- | -------------------------------- | -------------------------------- | -------------------------------- | -------------------------------- | -------------------------------- | -------------------------------- |
| 153                              | ↘ 126                            | ↗ 181                            | ↗ 183                            | ↘ 128                            | ↘ 25                             | ↘ 13                             | ↗ 16                             |
| 2010                             | 2017                             | 2018                             | 2020                             | 2022                             |                                  |                                  |                                  |
| ↘ 8                              | ↗ 25                             | ↗ 22                             | → 22                             | ↗ 28                             |                                  |                                  |                                  |